# Hypenopsis dubia
Hypenopsis dubia là một loài bướm đêm trong họ Erebidae.